# Huánuco (departement)
Huánuco är ett av 24 departement i Peru. Departementet har 885 122 (2023) invånare och en yta av 36 849 km². Klimatet är ljummet och torrt och medeltemperaturen under året 19,8 °C. Största stad och centralort är Huánuco.

## Geografi
Departementet har varierad växtlighet, med såväl bergsområden med odlingar av potatis och majs som zoner där coca, kakao och kaffe växer tillsammans med tropiska växter.
Huánuco har flera snöklädda bergskedjor, den västra, den centrala och den östra bergskedjan (Cordillera Occidental, Central och Oriental).
Cordillera Oriental bildar naturlig gräns mot väster emot Áncash. Några av bergstopparna i Huánuco når över 6000 m, Yerupajá 6 632 m och Sihia 6 356 m. Det säregna och skarpkantade bergsområdet är populärt bland turister och bergsklättrare. 
I bergskedjorna börjar några av de stora floderna, Pachiteafloden,  Huallagafloden och Marañónfloden. Floderna bildar senare viktiga kommunikationsvägar och är även rika på fisk.

## Ekonomi
Ekonomin bygger såväl på jordbruk som handel, liksom skogsbruk och turism som är växande sektorer. Fiskodling finns på några ställen (forell, Trucha). 
Departementet har under senare tid haft ekonomisk tillväxt vilket har ökat urbanisationsgraden. 

## Historia
I området har hittats rester av bosättningar 10 000 år gamla, jägarfolk. Arkeologiska konstruktioner finns i Tantamayo av yaros-folket och yarowilcas-folket, kulturer som utvecklades med början på 1200-talet, men besegrades av inkafolket. Inkafolket byggde staden Huánuco Marca. På samma plats byggde senare spanjorerna staden Huánuco 1539, vilken senare flyttades till dalen Pillco Mayo.
Regionen ligger på långt geografiskt avstånd från Lima. Det ledde till motstånd mot de styrande redan på 1700-talet. Juan Santos Atahualpa – som hävdade att han var ättling till Atahualpa och kallade sig Apu Inca – gjorde 1742 uppror mot skatterna och spanjorernas exploatering. Revolten fortsatte även efter hans död (1756), men kvävdes till sist. Ett motsvarande uppror ägde rum på 1800-talet.
Det har varit en viktig uppgift att ena regionen med resten av landet. I början av 1960-talet påbörjades under presidenten Fernando Belaúnde Terry byggandet av vägar genom djungeln, bland annat kring floden Pachitea för att underlätta kolonisationen av djungeln. Vägar har också byggts mellan Pasco, Huánuco och Tingo María.
Det är tänkbart att den styvmoderliga hanteringen av regionen och dess isolering från landet i övrigt kan ha lagt grogrund för missnöje med de styrande i landet. Under 1980-talet växte det fram vänsterextrema grupper bland annat i departementet Huánuco. Såväl narkotikatrafik som terrorism förekom vilket gjorde regionen osäker.
Turismen i departementet liksom också transporterna genom området minskades därvid starkt och ekonomin i området försvagades.

## Demografi
Urbanisationsgrad är 38,6%.